# Giải quần vợt Úc Mở rộng
Giải quần vợt Úc Mở rộng (tiếng Anh: Australian Open) là một trong 4 giải Grand Slam quần vợt trong năm (3 giải còn lại là Giải quần vợt Roland-Garros, Giải Vô địch Wimbledon và Giải quần vợt Mỹ Mở rộng). Đây là giải Grand Slam đầu tiên trong năm và diễn ra vào nửa cuối tháng 1 tại Melbourne. Giải được tổ chức bởi Tennis Australia, tổ chức thường được biết với cái tên Lawn Tennis Association of Australia (LTAA). Giống như tại Roland Garros hay Wimbledon, giải này thi đấu theo thể thức 5 set thắng 3 (đối với nội dung đơn nam) và 3 set thắng 2 (đối với nội dung đơn nữ) và không có loạt tie-break (tie-breaker) ở set cuối cùng. Ngoài ra còn có các nội dung đánh đôi nam, đôi nữ, đôi nam nữ phối hợp và còn có nội dung cho các cựu danh thủ.

## Lịch sử
Giải đấu này được tổ chức lần đầu tiên vào năm 1905 với cái tên là Giải Vô địch Australasia (gồm Úc và New Zealand) tại Warehouseman's Cricket Ground ở St Kilda Road, Melbourne, sau đó trở thành giải vô địch Úc vào năm 1927 và trở thành giải Úc Mở rộng vào năm 1969. Kể từ năm 1905, giải đấu này đã được tổ chức ở 6 địa điểm sau: Melbourne (46 lần), Sydney (17 lần), Adelaide (14 lần), Brisbane (8 lần), Perth (3 lần) và tại nước láng giềng New Zealand (2 lần vào các năm 1906 & 1912). Vào năm 1972, các nhà tổ chức quyết định giải đấu sẽ diễn ra chỉ ở một thành phố trong một năm và CLB Kooyong Lawn Tennis của thành phố Melbourne đã được lựa chọn để tổ chức giải đấu này.
Melbourne Park (có tên khác là Flinders Park) được xây dựng vào năm 1988, đúng thời điểm mà các nhà tổ chức đang muốn mở rộng phạm vi giải đấu và CLB Kooyong quá nhỏ để có thể đáp ứng được nhu cầu trên. Giải đấu được chuyển tới Melbourne Park và ngay lập tức đã mang lại thành công khi nó làm tăng thêm đến 90% lượng khán giả – lên đến 266.436 lượt người vào năm 1988 trong khi đó ở năm trước chỉ có 140.000 lượt người ghé thăm Kooyong.
Vì khoảng cách địa lý quá xa xôi của Australia, những giải đấu đầu tiên có rất ít các tay vợt nước ngoài tham dự. Trong thập niên 1920, để đi từ châu Âu tới Australia bằng tàu thủy phải mất 45 ngày. Những vận động viên quần vợt đầu tiên tới Úc bằng máy bay là đội tuyển Cúp Davis Hoa Kỳ vào tháng 11 năm 1946. Ngay cả đối với các tay vợt bản địa, đến tham dự giải cũng không phải là điều dễ dàng. Khi giải được tổ chức tại Perth, không có bất cứ tay vợt nào đến từ Victoria hay New South Wales đăng ký tham dự, vì nếu như vậy họ phải đi tàu hỏa hơn 3.000 km từ bờ Đông sang bờ Tây nước Úc. Hay giải tổ chức tại Christchurch, New Zealand năm 1906, chỉ có hai tay vợt Úc tham dự.
Từ năm 1969, giải Úc mở rộng cho phép tất cả các tay vợt đăng ký, kể cả các vận động viên chuyên nghiệp. Nhưng, chỉ trừ hai giải năm 1969 và 1971, còn đâu cho đến năm 1981, còn đâu hầu hết các tay vợt xuất sắc nhất thế giới đều không tham dự do tính bất hợp lý của lịch thi đấu (giải thường diễn ra đúng vào dịp Lễ Giáng sinh hay đầu năm mới), cùng với lượng tiền thưởng chưa hấp dẫn.
Giải được thi đấu trên mặt sân cỏ từ năm 1905 cho đến năm 1987. Từ năm 1988, giải chuyển sang thi đấu trên mặt sân cứng. Mats Wilander là tay vợt nam duy nhất giành được chức vô địch trên cả hai mặt sân.
Vào 2008, mặt sân Rebound Ace, sau 20 năm được sử dụng tại Melbourne Park, được thay thế bằng mặt sân acrylic tổng hợp Plexicushion.

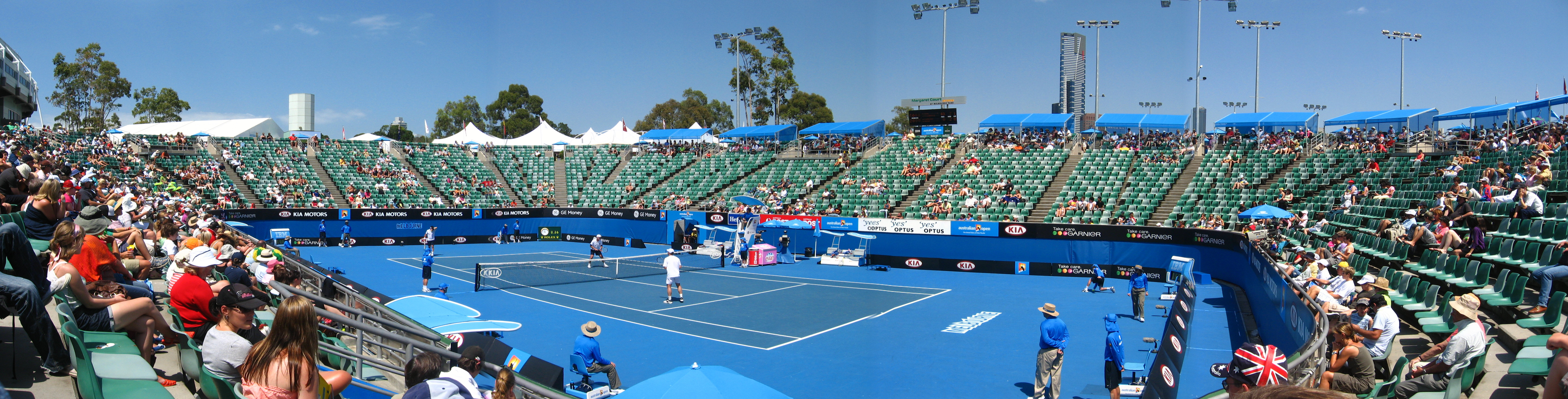
Toàn cảnh sân Margaret Court Arena tại Australian Open năm 2008.

## Thể thức

### Thể thức
Ở nội dung đơn nam và đơn nữ, có 128 tham dự vòng đấu chính (R128). Còn nội dung đôi nam và đôi nữ có 64 đôi tranh tài (R64). Nội dung hỗn hợp (đôi nam nữ) có 32 đôi tranh tài (R32).
Các tay vợt nằm trong top đầu trên Bảng xếp hạng được chia thành hạt giống (seed). Tất cả tay vợt tham dự (kể cả hạt giống) được chia thành từng nhánh do BTC bốc thăm. Giải diễn ra theo thể thức loại trực tiếp (knock-out), ai thắng thì vào vòng trong và cứ thế đến khi tìm ra được nhà vô địch ở trận chung kết (final).

### Phân bổ suất tham dự
Nội dung đơn nam và đơn nữ có tổng cộng 128 tay vợt tham dự vòng đấu chính (R128) dựa trên:
- 104 người vào thẳng vòng đấu chính nhờ vị trí trên Bảng xếp hạng của ATP và WTA (top 104);
- 8 vé đặc cách (Wild Card - WC) do ban tổ chức lựa chọn;
- 16 suất vượt qua vòng loại.

Top 104 được xác định dựa trên Bảng xếp hạng được công bố trước khi vòng đấu chính bắt đầu 6 tuần. Chẳng hạn như giải năm 2025 khởi tranh từ 12/01/2025 thì thời điểm chốt vị trí của các tay vợt được tính ở Bảng xếp hạng ngày 02/12/2024.
Tuy nhiên, có trường hợp lọt top 104 vẫn không được tham dự. Nguyên nhân là bởi có một quy tắc khác xuất hiện, đó là "thứ bậc bảo vệ/đặc biệt" (Protected Ranking - PR). Theo đó, một tay vợt được phép "đóng băng", ấn định thứ bậc ở thời điểm bắt đầu nghỉ thi đấu, rồi sử dụng vị trí đó để tham dự các giải đấu khi trở lại (nếu có lý do chính đáng và hợp lệ).
Ví dụ như trường hợp của tay vợt Belinda Bencic. Ngày 02/12/2024, Bencic xếp vị trí 913 thế giới, nhưng được hưởng quyền PR vì nghỉ thai sản (13 tháng) với hạng 15. Khi đó, trong danh sách các tay vợt nhận suất trực tiếp vào thẳng vòng 1, Bencic giữ vị trí thứ 16, ngay phía dưới tay vợt số 15 thế giới hiện tại Jeļena Ostapenko.
Nếu không thuộc 3 trường hợp được tham dự vòng đấu chính thì vẫn còn một con đường khác dẫn đến Grand Slam đầu tiên trong năm: Tay vợt được tham dự rút lui. Theo đó, khi tay vợt được tham dự vòng 1 của giải rút lui trước khi bắt đầu, sẽ có tay vợt thay thế khác được lấp vào chỗ trống đó. Trường hợp này gọi là "người thua may mắn" (Lucky Loser - LL).

## Điểm thưởng và tiền thưởng

### Điểm thưởng
Tại giải năm 2025, điểm thưởng dành cho các tay vợt nam (ATP) và nữ (WTA) như sau:
| Nội dung | Vô địch | Á quân | Bán kết | Tứ kết | R16 | R32 | R64 | R128 | Q  | Q3 | Q2 | Q1 |
| Đơn nam  | 2000    | 1300   | 800     | 400    | 200 | 100 | 50  | 10   | 30 | 16 | 8  | 0  |
| Đơn nữ   | 2000    | 1300   | 780     | 430    | 240 | 130 | 70  | 10   | 40 | 30 | 20 | 2  |
| Đôi nam  | 2000    | 1200   | 720     | 360    | 180 | 90  | 0   | –    | –  | –  | –  | –  |
| Đôi nữ   | 2000    | 1300   | 780     | 430    | 240 | 130 | 10  | –    | –  | –  | –  | –  |

### Tiền thưởng
Giải năm 2025 có tổng tiền thưởng tăng 11,6% so với năm 2024, đạt mức 96.500.000 (96,5 triệu) AUD. Còn tính trong 10 năm gần nhất, giải đã tăng tiền thưởng lên tới 119,3% (tức hơn gấp đôi) so với năm 2016.
| Nội dung   | Vô địch   | Á quân    | Bán kết   | Tứ kết  | R16     | R32     | R64     | R128    | Q3     | Q2     | Q1     |
| Đơn        | 3.500.000 | 1.900.000 | 1.100.000 | 665.000 | 420.000 | 290.000 | 200.000 | 132.000 | 72.000 | 49.000 | 35.000 |
| Đôi        | 810.000   | 440.000   | 250.000   | 142.000 | 82.000  | 58.000  | 40.000  | –       | –      | –      | –      |
| Đôi nam nữ | 175.000   | 97.750    | 52.500    | 27.750  | 14.000  | 7250    | –       | –       | –      | –      | –      |

## Thống kê kỷ lục
| Kỷ lục                                                                             | Hệ Open     | Tay vợt                                                                         | Số lần                                      | Năm                                                                                                   |
| ---------------------------------------------------------------------------------- | ----------- | ------------------------------------------------------------------------------- | ------------------------------------------- | --- |
| Giải nam diễn ra từ năm 1905                                                       |             |                                                                                 |                                             | |
| Vô địch đơn nam nhiều lần nhất                                                     | Trước 1968: | Roy Emerson                                                                     | 6                                           | 1961, 1963–1967                                                                                       |
| Vô địch đơn nam nhiều lần nhất                                                     | Sau 1968:   | Novak Djokovic                                                                  | 10                                          | 2008, 2011–2013, 2015, 2016, 2019–2021, 2023                                                          |
| Vô địch đơn nam liên tiếp nhiều lần nhất                                           | Trước 1968: | Roy Emerson                                                                     | 5                                           | 1963–1967                                                                                             |
| Vô địch đơn nam liên tiếp nhiều lần nhất                                           | Sau 1968:   | Novak Djokovic                                                                  | 3                                           | 2011–2013, 2019–2021                                                                                  |
| Vô địch đôi nam nhiều lần nhất                                                     | Trước 1968: | Adrian Quist John Bromwich                                                      | 8                                           | 1938–1940, 1946–1950                                                                                  |
| Vô địch đôi nam nhiều lần nhất                                                     | Trước 1968: | John Newcombe Tony Roche                                                        | 5                                           | 1965, 1967, 1971, 1976 1973 John Newcombe với Mal Anderson 1976 (tháng 12) Tony Roche với Arthur Ashe |
| Vô địch đôi nam nhiều lần nhất                                                     | Sau 1968:   | Bob Bryan Mike Bryan                                                            | 6                                           | 2006, 2007, 2009, 2010, 2011, 2013                                                                    |
| Vô địch đôi nam liên tiếp nhiều lần nhất                                           | Trước 1968: | Adrian Quist John Bromwich                                                      | 8                                           | 1938–1940, 1946–1950                                                                                  |
| Vô địch đôi nam liên tiếp nhiều lần nhất                                           | Sau 1968:   | Mark Edmondson Kim Warwick                                                      | 2                                           | 1980-81                                                                                               |
| Vô địch đôi nam liên tiếp nhiều lần nhất                                           | Sau 1968:   | Mark Edmondson                                                                  | 2                                           | 1983 (với Paul McNamee) 1984 (với Sherwood Stewart)                                                   |
| Vô địch đôi nam liên tiếp nhiều lần nhất                                           | Sau 1968:   | Rick Leach Jim Pugh                                                             | 2                                           | 1988-89                                                                                               |
| Vô địch đôi nam liên tiếp nhiều lần nhất                                           | Sau 1968:   | Fabrice Santoro Michael Llodra                                                  | 2                                           | 2003-04                                                                                               |
| Vô địch đôi nam liên tiếp nhiều lần nhất                                           | Sau 1968:   | Bob Bryan Mike Bryan                                                            | 2                                           | 2006-07                                                                                               |
| Vô địch đôi nam nữ phối hợp nhiều lần nhất                                         | Trước 1968: | Colin Long                                                                      | 4                                           | 1963, 1965-66, 1968 (với Nancye Wynne Bolton)                                                         |
| Vô địch đôi nam nữ phối hợp nhiều lần nhất                                         | Sau 1968:   | Owen Davidson                                                                   | 4                                           | 1940, 1946-1948 (với Billie Jean King)                                                                |
| Đoạt nhiều chức vô địch nhất (Tổng số vô địch: đơn, đôi, đôi nam nữ phối hợp)      | Trước 1968: | Jack Crawford                                                                   | 11                                          | 1929-1935 (4 đơn, 4 đôi, 3 đôi nam nữ phối hợp)                                                       |
| Đoạt nhiều chức vô địch nhất (Tổng số vô địch: đơn, đôi, đôi nam nữ phối hợp)      | Sau 1968:   | Novak Djokovic                                                                  | 9                                           | 2008–2021 (9 đơn)                                                                                     |
| Giải nữ khởi tranh từ năm 1922                                                     |             |                                                                                 |                                             | |
| Vô địch đơn nữ nhiều lần nhất                                                      | Trước 1968: | Margaret Smith Court                                                            | 11                                          | 1960–1966, 1969–1971, 1973                                                                            |
| Vô địch đơn nữ nhiều lần nhất                                                      | Sau 1968:   | Serena Williams                                                                 | 7                                           | 2003, 2005, 2007, 2009, 2010, 2015, 2017                                                              |
| Vô địch đơn nữ liên tiếp nhiều lần nhất                                            | Trước 1968: | Margaret Smith Court                                                            | 7                                           | 1960–1966                                                                                             |
| Vô địch đơn nữ liên tiếp nhiều lần nhất                                            | Sau 1968:   | Margaret Smith Court Evonne Goolagong Steffi Graf / Monica Seles Martina Hingis | 3                                           | 1969-71 1974-76 1988-90 1991-93 1997-99                                                               |
| Vô địch đôi nữ nhiều lần nhất                                                      | Trước 1968: | Thelma Coyne Long                                                               | 13                                          | 1936-40, 1947-49, 1951-52 (với Nancye Wynne Bolton) 1954, 1956, 1958 (với Mary Bevis Hawton)          |
| Vô địch đôi nữ nhiều lần nhất                                                      | Sau 1968:   | / Martina Navrátilová                                                           | 8                                           | 1980 (với Betsy Nagelsen) 1982-85, 1987-89 (với Pam Shriver)                                          |
| Vô địch đôi nữ liên tiếp nhiều lần nhất                                            | Trước 1968: | Thelma Coyne Long Nancye Wynne Bolton                                           | 5                                           | 1936-40                                                                                               |
| Vô địch đôi nữ liên tiếp nhiều lần nhất                                            | Sau 1968:   | / Martina Navrátilová Pam Shriver                                               | 7                                           | 1982-85, 1987-89                                                                                      |
| Vô địch đôi nam nữ phối hợp nhiều lần nhất                                         | Trước 1968: | Daphne Akhurst                                                                  | 4                                           | 1924-25 (với John Willard)                                                                            |
| Vô địch đôi nam nữ phối hợp nhiều lần nhất                                         | Trước 1968: | Nancye Wynne Bolton                                                             | 4                                           | 1928 (với Jean Borotra) 1929 (với Gar Moon) 1940, 1946-48 (với Colin Long)                            |
| Vô địch đôi nam nữ phối hợp nhiều lần nhất                                         | Trước 1968: | Thelma Coyne Long                                                               | 4                                           | 1951-51, 1955 (với George Worthington) 1954 (với Rex Hartwig)                                         |
| Vô địch đôi nam nữ phối hợp nhiều lần nhất                                         | Trước 1968: | Margaret Smith Court                                                            | 4                                           | 1963-64 (với Ken Fletcher) 1965 (với John Newcombe) 1969 (với Marty Riessen)                          |
| Vô địch đôi nam nữ phối hợp nhiều lần nhất                                         | Sau 1968:   | Jana Novotná                                                                    | 2                                           | 1988-89 (với Jim Pugh)                                                                                |
| Vô địch đôi nam nữ phối hợp nhiều lần nhất                                         | Sau 1968:   | Larisa Neiland                                                                  | 2                                           | 1994 (với Andrei Olhovskiy) 1996 (với Mark Woodforde)                                                 |
| Đoạt nhiều chức vô địch nhất (Tổng số chức vô địch: đơn, đôi, đôi nam nữ phối hợp) | Trước 1968: | Margaret Smith Court                                                            | 22                                          | 1960-1973 (11 đơn, 7 đôi, 4 đôi nam nữ phối hợp)                                                      |
| Đoạt nhiều chức vô địch nhất (Tổng số chức vô địch: đơn, đôi, đôi nam nữ phối hợp) | Sau 1968:   | / Martina Navrátilová                                                           | 12                                          | 1981-2003 (3 đơn, 8 đôi, 1 đôi nam nữ phối hợp)                                                       |
| Các kỷ lục khác                                                                    |             |                                                                                 |                                             | |
| Vô địch trẻ nhất                                                                   | Đơn nam:    | Ken Rosewall                                                                    | 18 tuổi 02 tháng, năm 1953                  | 18 tuổi 02 tháng, năm 1953                                                                            |
| Vô địch trẻ nhất                                                                   | Đơn nữ:     | Martina Hingis                                                                  | 16 tuổi 03 tháng, năm 1997                  | 16 tuổi 03 tháng, năm 1997                                                                            |
| Vô địch trẻ nhất                                                                   | Đôi nam:    | Lew Hoad                                                                        | 18 tuổi 02 tháng, năm 1953                  | 18 tuổi 02 tháng, năm 1953                                                                            |
| Vô địch trẻ nhất                                                                   | Đôi nữ:     | Mirjana Lucic                                                                   | 15 tuổi 10 tháng, năm 1998                  | 15 tuổi 10 tháng, năm 1998                                                                            |
| Vô địch trẻ nhất                                                                   | Đôi nam nữ: | Venus Williams                                                                  | 17 tuổi 07 tháng, năm 1998                  | 17 tuổi 07 tháng, năm 1998                                                                            |
| Vô địch lớn tuổi nhất                                                              | Đơn nam:    | Ken Rosewall                                                                    | 37 tuổi 08 tháng, năm 1972                  | 37 tuổi 08 tháng, năm 1972                                                                            |
| Vô địch lớn tuổi nhất                                                              | Đơn nữ:     | Serena Williams                                                                 | 35 tuổi, 04 tháng, năm 2017                 | 35 tuổi, 04 tháng, năm 2017                                                                           |
| Vô địch lớn tuổi nhất                                                              | Đôi nam:    | Norman Brookes                                                                  | 46 tuổi 02 tháng, năm 1924                  | 46 tuổi 02 tháng, năm 1924                                                                            |
| Vô địch lớn tuổi nhất                                                              | Đôi nữ:     | Thelma Long                                                                     | 37 tuổi 07 tháng, năm 1956                  | 37 tuổi 07 tháng, năm 1956                                                                            |
| Vô địch cả ba giải (đơn, đôi, đôi nam nữ)                                          | Nam         | John Hawkes Jean Borotra Jack Crawford                                          | 1926 1928 1932                              | 1926 1928 1932                                                                                        |
| Vô địch cả ba giải (đơn, đôi, đôi nam nữ)                                          | Nữ          | Daphne Akhurst Nancye Wynne Bolton Thelma Long Margaret Smith                   | 1925, 1928, 1929 1940, 1947, 1948 1952 1963 | 1925, 1928, 1929 1940, 1947, 1948 1952 1963                                                           |
| Khoảng cách vô địch lần đầu và lần cuối xa nhất                                    | Nam         | Ken Rosewall                                                                    | (20 năm) 1953-1972                          | (20 năm) 1953-1972                                                                                    |
| Khoảng cách vô địch lần đầu và lần cuối xa nhất                                    | Nữ          | Nancye Wynne Bolton                                                             | (15 năm) 1937-1951                          | (15 năm) 1937-1951                                                                                    |
| Nhà vô địch không phải là hạt giống                                                | Nam         | Mark Edmondson                                                                  | hạng 212, năm 1976                          | hạng 212, năm 1976                                                                                    |
| Nhà vô địch không phải là hạt giống                                                | Nữ          | Chris O'Neil Serena Williams                                                    | hạng 111, năm 1978 hạng 81, năm 2007        | hạng 111, năm 1978 hạng 81, năm 2007                                                                  |